# 杉本商事
杉本商事株式会社（すぎもとしょうじ、英: SUGIMOTO & CO.,LTD.）は、大阪府大阪市西区に本社を置く機械機器専門の卸売企業である。

## 沿革
- 1921年 - 杉本四郎が大阪市大淀区（現・北区）にて杉本四郎商店を創業。
- 1922年 - 杉本四郎商店を旭商店に改称。
- 1938年 - 株式会社旭商店に改組。
- 1952年 - 現社名に改称。
- 1981年 - 創業60周年記念式典挙行
- 1991年 - 創業70周年記念式典挙行
- 1992年 - 大阪証券取引所2部に上場。
- 2001年 - 創業80周年記念式典挙行
- 2003年 - 東京証券取引所2部に上場。
- 2005年 - 東京・大阪両証券取引所1部に上場。
- 2011年 - 創業90周年記念式典挙行
- 2011年 - 本社を新築
- 2012年 - 姫路営業所・京都営業所を開設

## グループ企業
株式会社スギモト
- 代表取締役社長兼CEO 杉本直広

本社所在地:兵庫県尼崎市杭瀬北新町4丁目8-5
事業内容:省力化機器、機械工具、工作機械、管工機材

## コンプライアンス
- 「顧客へのサービスの充実」や「従業員の待遇充実」を掲げ、従業員に対し労働基準監督署への「内部告発」を推奨。
- 営業成績の良い従業員に対して表彰制度がある。
- 都市銀行や地方銀行からの借金がない無借金経営を続ける[要出典]。(2014年現在)

## その他
- 2013年頃から、理系出身者の採用を増やす[要出典]。
- 商社ではあるが、海外よりも国内の企業の取引の方が多くを占める。

### 不祥事
- 杉本商事時間外勤務手当請求[4][5]